# Mill End
Mill End – osada w Anglii, w hrabstwie Buckinghamshire, w dystrykcie (unitary authority) Buckinghamshire. Leży 52 km na zachód od centrum Londynu.